# Marian Janicki (1914–1944)
Marian Janicki (ur. 19 stycznia 1914 w Radomiu, zm. 12 maja 1944 na Monte Cassino) – kapitan piechoty Wojska Polskiego, kawaler Orderu Virtuti Militari.

## Życiorys
Marian Janicki urodził się w Radomiu, jako syn Ludwika i Julii z Barańskich. Po ukończeniu Korpus Kadetów nr 2 w Chełmnie został przyjęty do Szkoły Podchorążych Piechoty w Komorowie k. Ostrowi Mazowieckiej. Na stopień podporucznika został mianowany ze starszeństwem z dniem 15 października 1936 i 250. lokatą w korpusie oficerów piechoty. W marcu 1939 pełnił służbę w 5 Pułku Piechoty Legionów w Wilnie na stanowisku dowódcy plutonu.
Ukończył Kurs Dowódców Kompanii w Centrum Wyszkolenia Armii. Razem z 2 Korpusem Polski pod dowództwem gen. Władysława Andersa, brał udział w operacji „Honker” podczas Bitwy o Monte Cassino. Zadaniem 14 batalionu pod dowództwem mjr. Ludwika Ziobrowskiego było utrzymanie pozycji na wzgórzu 706. Zostało ono obsadzone przez dwie kompanie: 3. kompanię „Marian” dowodzoną przez kpt. Mariana Janickiego oraz 4. kompanię „Czesław” dowodzoną przez por. Czesława Bednarczyka. Podczas silnego ostrzału niemieckiej artylerii, członkowie batalionu 14 wspomagali żołnierzy 13 i 15 batalionu. Kpt. Janicki osobiście kierował ewakuacją rannych z przedpola. Zginął podczas walk, w nocy z 11 na 12 maja 1944 roku, na skutek trafienia pociskiem artyleryjskim. Pochowany na Polskim Cmentarzu Wojennym na Monte Cassino (miejsce: 8-D-16), a później ekshumowany.

## Ordery i odznaczenia
- Krzyż Srebrny Orderu Virtuti Militari nr 10049[5]
- Krzyż Pamiątkowy Monte Cassino nr 16138[6]
- Gwiazda Italii (Wielka Brytania)
- Medal Wojny 1939–1945 (Wielka Brytania)
- Medal Obrony (Wielka Brytania)